# Jessica Fox (Kanutin)
Jessica Esther „Jess“ Fox (* 11. Juni 1994 in Marseille, Frankreich) ist eine australische Kanutin.

## Karriere
Fox stammt aus einer kanuaffinen Familie. Ihr Vater Richard Fox, ein Brite, der seit 1998 in Australien arbeitet und seit 2005 auch dort mit seiner Familie lebt, wurde sechsfacher Weltmeister im Kanuslalom. Ihre Mutter Myriam Fox-Jerusalmi, eine Französin, sicherte sich acht WM-Titel im Kanuslalom. Beide nahmen auch mehrfach an Olympischen Spielen teil. Auch ihre Schwester Noemie Fox und ihre Tante Rachel Crosbee sind im Kanuslalom aktiv bzw. aktiv gewesen. Ihre Familie ist jüdisch.
Bei den Weltmeisterschaften 2009 in La Seu d’Urgell war der Kanuslalom der Frauen im Einer-Canadier nur als Testevent Teil des Programms, bei dem Fox die Bronzemedaille gewann. Diese Medaille wird aufgrund des Wettbewerbscharakters nicht offiziell gewertet. 2010 gehörte er in Ljubljana schließlich zum offiziellen Programm und Fox konnte ihren Erfolg aus dem Vorjahr mit dem erneuten dritten Platz wiederholen. Im selben Jahr nahm sie an den Olympischen Jugend-Sommerspielen in Singapur teil und gewann im Einer-Kajak die Goldmedaille. Ein Jahr später belegte sie bei den Weltmeisterschaften in Bratislava in der Mannschaftswertung im Einer-Canadier zwar ebenfalls den ersten Platz, aufgrund des zu kleinen Teilnehmerfeldes wertete der Internationale Kanuverband den Wettbewerb jedoch nicht.
2012 gab Jessica Fox in London ihr Olympiadebüt. Nach erfolgreichen Läufen im Vorlauf und Halbfinale qualifizierte sie sich für das Finale, das sie mit 106,51 Punkten auf dem zweiten Platz hinter Émilie Fer und vor Maialen Chourraut abschloss, womit sie die Silbermedaille gewann. Es folgten zahlreiche Erfolge bei Weltmeisterschaften: 2013 sicherte sie sich in Prag ihre ersten beiden Titel mit dem Gewinn der Wettbewerbe im Einer-Canadier in der Einzel- und der Mannschaftskonkurrenz. Auf dem Deep Creek Lake in Maryland gewann sie 2014 auch zwei Goldmedaillen, diesmal aber im Einer-Canadier und im Einer-Kajak. 2015 wiederholte sie in London ihren Erfolg von 2013, als sie sowohl in der Einzel- als auch in der Mannschaftskonkurrenz im Einer-Canadier Weltmeisterin wurde.
Bei den Olympischen Spielen 2016 in Rio de Janeiro zog sie erneut in den Finallauf ein. Diesen beendete sie mit 102,49 Punkten hinter Maialen Chourraut und Luuka Jones auf dem Bronzerang. Ihre siebten Weltmeistertitel gewann Fox 2017 in Pau, als sie im Einer-Kajak siegreich blieb. In der Mannschaftskonkurrenz sicherte sie sich die Bronzemedaille, während ihr im Mannschaftswettbewerb im Einer-Canadier der Gewinn der Silbermedaille gelang. 2018 wurde sie in Rio de Janeiro wie 2014 sowohl im Einer-Kajak als auch im Einer-Canadier Weltmeisterin. Ein Jahr darauf folgte in La Seu d’Urgell der zehnte Titelgewinn mit dem Sieg in der Mannschaftskonkurrenz im Einer-Canadier. Außerdem belegte sie in den Einzelkonkurrenzen im Einer-Kajak und Einer-Canadier jeweils den zweiten Platz.
Ihren größten Erfolg bei Olympischen Spielen erzielte Fox schließlich bei den 2021 ausgetragenen Olympischen Spielen 2020 in Tokio. Im Einer-Kajak sicherte sie sich zunächst ihren dritten Medaillengewinn in Folge, als sie im Finale den dritten Platz erreichte. Bei dem erstmals ausgetragenen Slalomwettbewerb im Einer-Canadier blieb sie dagegen siegreich: in 105,04 Sekunden gelang ihr im Finale die schnellste Durchfahrt des Parcours, womit sie Olympiasiegerin wurde und die Goldmedaille gewann. Im selben Jahr wurde Fox in Bratislava außerdem Weltmeisterin im sogenannten K1 Extreme. 2023 folgten in London weitere Weltmeistertitel im Einer-Kajak und mit der Kajak-Mannschaft, während sie im Einer-Canadier Rang drei belegte. 2024 gewann Fox bei den Olympischen Spielen in Paris zwei weitere Goldmedaillen. Sie gewann die Konkurrenzen im Einer-Kajak und im Einer-Canadier. Im Kajak-Cross schied sie in den Vorläufen aus.
2022 wurde Jessica Fox in die International Jewish Sports Hall of Fame aufgenommen.
Sie wurde im August 2024 als eines von vier neuen Mitgliedern der Athletenkommission des Internationalen Olympischen Komitees gewählt.